# 亚洲战争列表
這裡不包括中東戰爭。

## 古代
(隋朝以前)
- 東亞：鳴條之戰、牧野之戰、齐鲁交兵（長勺之戰）、晋楚争霸（城濮之战）、秦晋交兵、宋郑交兵、吴楚交兵、越灭吴之战、河西之战、桂陵之戰、馬陵之戰、长平之战、秦滅六國之戰、秦末民變、楚汉战争、漢匈戰爭、漢朝南擴、汉灭卫氏朝鲜之战、汉攻大宛之战、西汉与羌的战争、郅支围城战、赤眉、绿林起义、昆陽之戰、东汉统一战争、马援征岭南之战、东汉与匈奴的战争、东汉与羌的战争、东汉与鲜卑的战争、东汉与西域各国的战争、黄巾之亂、討伐董卓之戰、官渡之戰、赤壁之戰、漢中之戰、魏滅蜀漢之戰、晉滅吳之戰、淝水之戰、北魏統一北方、元嘉北伐、齐魏战争、梁魏战争、鍾離之戰、北魏分裂、侯景之乱、北周統一北方
- 南亞：羯倰加之戰
- 西亞：大馬士革血戰（亞述進攻大馬士革）、亞述滅亡戰、波斯革命戰、波希戰爭

## 中古
(隋朝至明朝)
- 東亞：隋滅陳之戰、隋與突厥之戰、隋击流求之战、隋與高句麗的戰爭、隋末民变、唐朝統一戰爭、唐滅東、西突厥之戰、唐滅薛延陀之戰、唐滅百濟之戰、唐與高句麗的戰爭、羅唐戰爭、唐朝与契丹、奚的战争、拔汗那之戰、拨换城之战、怛羅斯戰役、唐詔之戰、安史之亂、涇原兵變、唐末民變、黃巢之亂、辽与渤海国的战争、契丹滅後晉之戰、后周攻南唐之战、陳橋兵變、北宋开国战争、宋遼戰爭、白藤江之役、宋越熙寧戰爭、宋金戰爭、宋元戰爭、元日戰爭、蒙越戰爭、元緬戰爭、元末漢人民變、明成祖遠征漠北之戰、萬曆朝鮮戰爭、荷西爭台灣戰爭、雞籠之戰、明末民變、明清战争、鄭成功攻臺之役、三藩之乱、澎湖海戰、雅克萨战役、準噶爾之役、大小和卓之亂、大小金川之役、清缅战争、廓爾喀之役
- 南亞：蒙兀兒王朝、英荷麻六甲海戰
- 北亞：十三翼之戰
- 西亞：蒙古西征

## 近代
- 東亞：鴉片戰爭、英法聯軍之役、中法戰爭、中日甲午戰爭、八國聯軍之役、日俄戰爭、薩英戰爭、乙未戰爭、辛亥革命
- 南亞：法越戰爭、英緬戰爭、菲律賓獨立戰爭、爪哇人民起義
- 西亞：土耳其之戰

## 現代
- 東亞：抗日戰爭、第二次國共內戰、朝鮮戰爭、中印邊境戰爭、珍寶島事件、中越戰爭
- 南亞：印支人民抗法戰爭、越老柬人民抗美戰爭、印巴戰爭、越南戰爭、越南侵略柬埔寨戰爭
- 西亞：蘇聯入侵阿富汗戰爭、兩伊戰爭、波斯灣戰爭、美國-阿富汗戰爭、美伊戰爭
- 第一次世界大戰、第二次世界大戰